# بيناتس

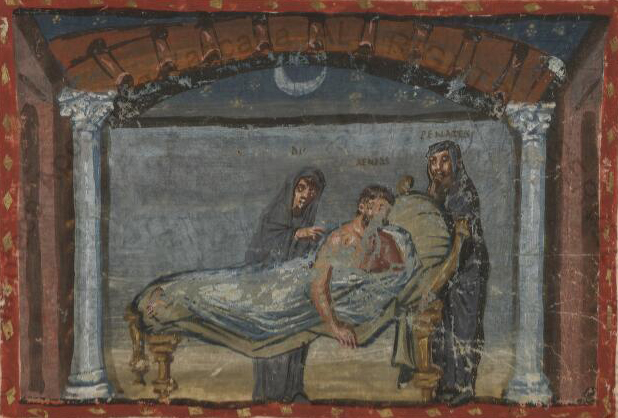
إينياس مع البيناتس، من نص يعود إلى القرن الرابع الميلادي.

بيناتس أو دي بيناتس (باللاتينية: dī penātēs) (أو بيناطس ) وذلك حسب الاعتقادات في روما القديمة هي إلهة مهمتها حراسة البيوت والمنازل، والتي يتضرع إليها عند طقوس منزلية معينة.
فعلى سبيل المثال، ووفقاً لهذا الاعتقاد فإنه عندما تتناول العائلة وجبة ما، كان عليهم إلقاء البعض منها في النار على الموقد من أجل البيناتس. بالتالي فإن بيناتس تترافق مع فستا ولار وجنيوس في «الكون المصغّر» المتمثل في المنزل دوموس Domus.
كما هوالحال مع الآلهة المنزلية فإن لبيناتس نظير عمومي.

## اقرأ أيضاً
- أساطير رومانية